# 牙齦

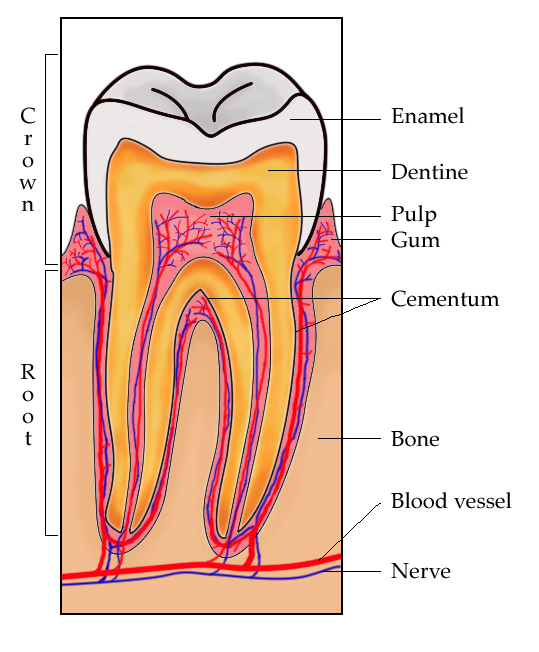
牙齿的纵切，牙颈外面粉红色者为牙龈

牙龈（gums，gingiva）简称龈，又通齗，是包绕在上、下颌骨牙槽突及牙颈部的口腔黏膜，由軟組織構成；由複层扁平上皮及固有层组成。牙齦有許多俗稱，如：牙床、牙花子、牙根肉，客家話稱“牙舷肉”。牙齦位於牙齒根部（稱為牙根）周圍，是人或动物口腔内的黏膜组织，下接牙槽骨的骨膜，向上覆盖牙颈。健康的牙龈本身为无色半透明，但因内部有血管而外观呈粉红色。牙龈和牙槽骨、牙齿之间以牙周韧带（periodontal ligament，PDL）相连。牙龈与牙周韧带（软组织牙周膜）、牙骨质（cementum，硬组织白垩质）、牙槽骨，共同构成“牙齒支持組織”或牙周组织。護理牙齦與護理牙齒一樣重要，且牙龈健康和疾病会对全身健康产生影响。
牙龈在解剖学上分有下列部分：
- 游离龈（free gingiva），为牙龈上部包裹牙齿的部分，在舌面和颊面呈半月形弯曲的领状，其边缘呈波浪形。游离龈和其下的附着龈之间外观经常有一个浅凹沟，称为游离龈沟。游离龈内侧和牙面之间又有0-2毫米深，正常时紧闭但可以用牙周探针分开的沟，称为龈沟。

- 附着龈（attached gingiva）位于龈缘的根部。它质地较为坚硬，可耐一定的食物摩擦。附着龈的下方附着在牙槽嵴的骨膜上。

- 牙龈乳头是游离龈在两牙间隙处向上突出的部分，近远中切面观为三角形，唇舌向切面为驼峰形。臼齿的牙龈乳头呈梯形，其中央略凹陷，称为龈谷（gingival col）。

## 牙龈疾病

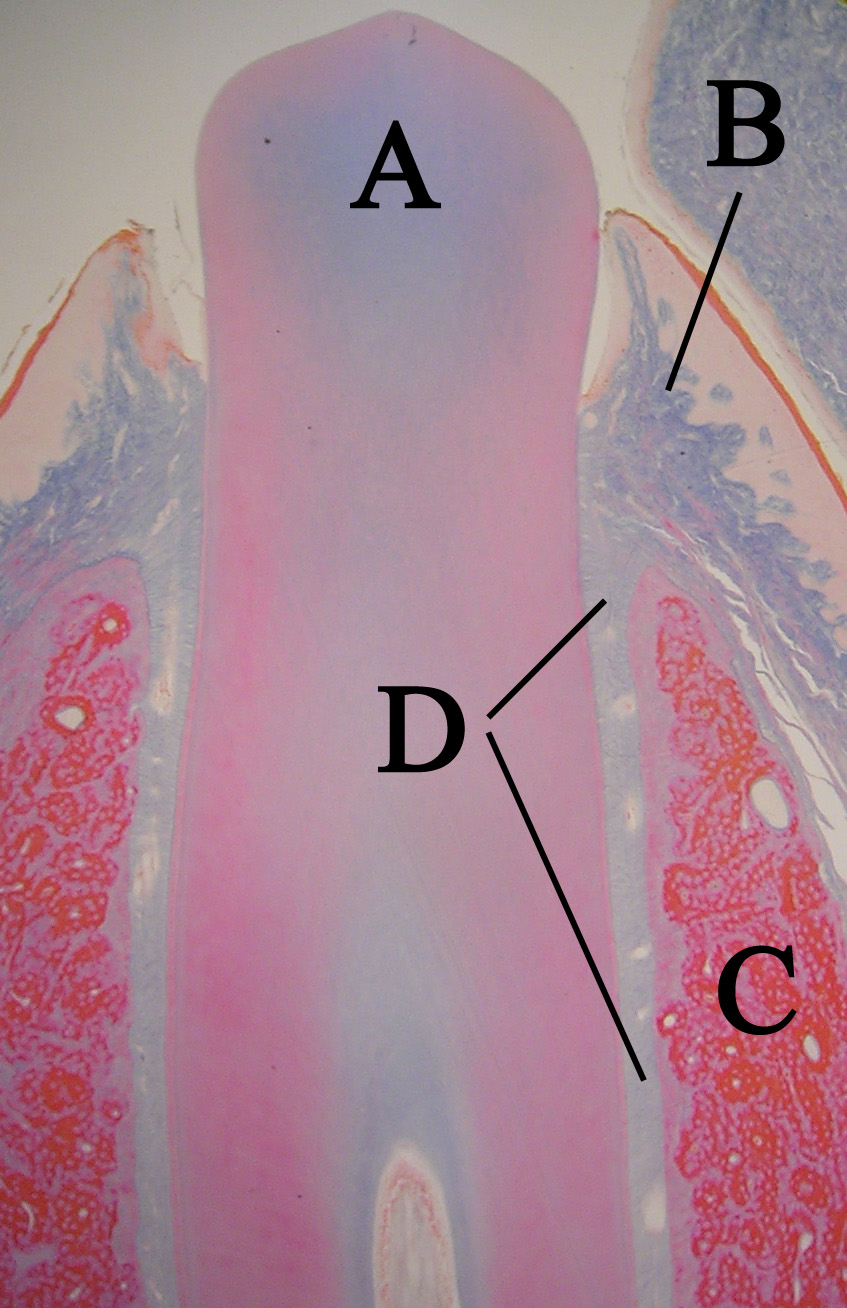
萌发中的牙齿，A-牙齿，B-牙龈，C-牙槽骨，D-牙周膜。牙龈上部和牙齿之间为龈沟

健康的人类牙龈呈粉红色（具体颜色由于种族不同而略有深浅），无局部斑点或变色。外形光滑结构完整，质地紧密有弹性，紧包牙齿。健康的牙龈在上缘应该逐渐变薄。
发炎或增生的牙龈外观肥厚。萎缩的牙龈则向下退缩，暴露牙根。龈沟深度超过2毫米的情况称为牙周袋，为牙周炎的早期症状之一。
牙齦疾病是牙齦感染。牙齦疾病是因聚集在牙齒和牙齦上的黏膜斑塊造成。斑塊會生成使牙齦紅腫或出血的酸和毒素。
隨著時間的推移，牙齦疾病會使牙齦順牙齒向上萎縮。從而在牙齒和牙齦之間形成囊袋。細菌會藏在這些囊袋中，使牙齒周圍的骨骼變得脆弱。牙齦疾病很常見。很多人患有早期牙齦疾病，可透過良好的口腔護理治療。但是，如果您對牙齦疾病置之不理，則會損壞牙齒周圍的骨骼，造成牙齒鬆動，最後脫落。牙齒上若有累積牙菌斑，細菌便會產生毒素，導致牙齦發炎，並損害牙齒。最早期的牙齦疾病叫做牙齦炎。牙齦炎即牙齦發炎，這類患者的牙齦會變得腫脹脆弱，而且在刷牙或使用牙線時容易流血。初期牙周炎是沒有什麼明顯症狀，因此定期接受牙齒檢查，才能及早診斷。牙周炎常見症狀有牙齦紅腫，牙齦與牙齒分離，以及有牙周囊袋形成。牙齒敏感也與這項疾病有關。牙齒敏感即感覺牙齒相互擠壓，或者刷牙或使用牙線時會流血。牙周炎發展到後期時，牙齦會萎縮，牙根會蛀掉，牙齒與牙齦之間會長膿，牙齒會鬆動，到最後牙齒甚至會脫落。